# آبشار گیبون
آبشار گیبون (به انگلیسی: Gibbon Falls) آبشاری است که در پارک ملی یلوستون، وایومینگ، ایالات متحده آمریکا واقع شده و ارتفاع کلی ریزشگاه آن ۸۴ فوت (۲۶ متر) است.